# Daniel Engelbarts

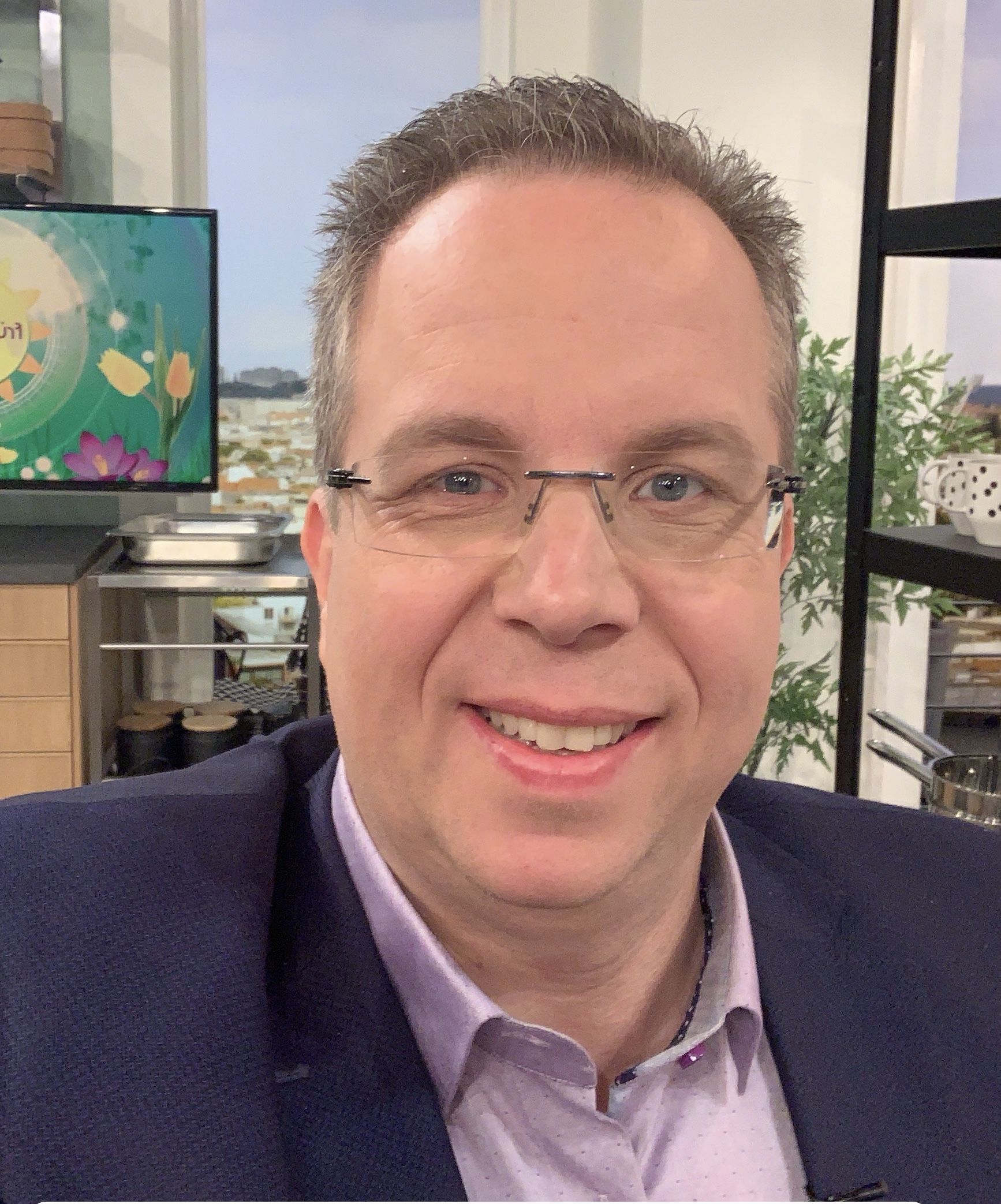
Daniel Engelbarts (2019)

Daniel Engelbarts (* 4. September 1973 in Emmerich am Rhein) ist ein deutsch-niederländischer Unternehmer; Journalist und SPIEGEL-Bestseller-Buch-Autor. Er ist als „Spar-Detektiv“ seit 2016 ein festes Stabs-Mitglied des Sat.1-Frühstücksfernsehens sowie in der Zeit von Februar bis Oktober 2023 der Nachmittags-Live-Show Volles Haus! Sat.1 Live.

## Leben

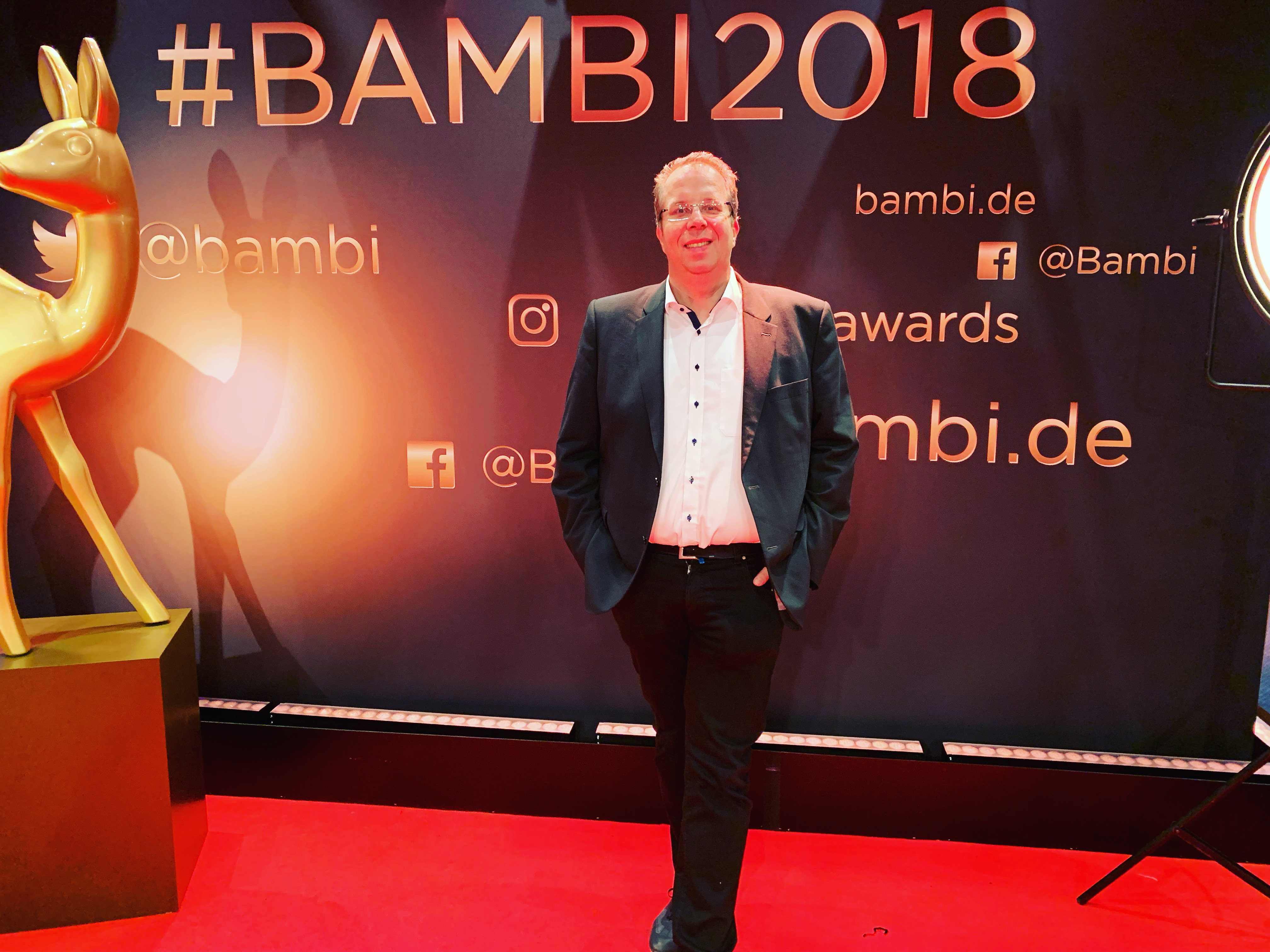
Daniel Engelbarts (Bambi 2018)

Engelbarts wurde in Emmerich am Rhein geboren und ist niederländischer Herkunft, da seine Eltern Staatsangehörige dieses Landes sind. Er schloss sein Abitur am Technischen Gymnasium in Kaiserslautern ab. Daraufhin studierte Engelbarts Wirtschaftsinformatik an der privaten Fachhochschule Wedel. Er schrieb seine Diplomarbeit beim Axel Springer Verlag in Hamburg.
Heute lebt Daniel Engelbarts mit seiner Familie in Berlin. Seit September 2019 ist Engelbarts Gründungsmitglied der Initiative Leaders for Climate Action.

## Karriere
Nach Praktika bei Medien- und Onlineunternehmen, wie AOL Bertelsmann und AME Aigner Medien & Entertainment, arbeitete er ab 2000 für den Axel Springer Verlag, zuletzt als Leiter Transaktionen und Produktmanagement bei BILD.de. Von 2008 bis 2014 war er Partner & Mitglied der Geschäftsleitung der ECONA AG und gründete innerhalb der ECONA die Schnäppchen- und Coupon-Plattform Sparwelt.de, gemeinsam mit Christian Lang. Das Unternehmen wurde 2014 an RTL verkauft, für mehr als 27,5 Millionen Euro, und Engelbarts und Lang blieben zwei weitere Jahre im Unternehmen, um den erfolgreichen Übergang zu organisieren.
2016 stieg Engelbarts aus dem Unternehmen aus und gründete Anfang 2017 gemeinsam mit Lang das Start-up remind.me (remind me GmbH), das Nutzer an ablaufende Verträge erinnert und zugleich den Wechsel von Strom- und Gasverträgen dauerhaft übernimmt. Im Oktober 2017 ging die erste, komplett eigenfinanzierte Version der Website live.

## Rolle als „Spar-Detektiv“
Seit 2016 tritt Engelbarts ebenfalls als „Spar-Detektiv“ und festes Stabs-Mitglied regelmäßig jeden Mittwoch im Sat.1-Frühstücksfernsehen auf, in der Zeit von Februar bis Oktober 2023 jeden Donnerstag in der neuen Sat.1-Nachmittags-Live-Show Volles Haus! Sat.1 Live sowie gelegentlich bei der Sat.1-Sendung Akte und weiteren Fernsehformaten („Das geht noch billiger!“, „Zervakis & Opdenhövel. Live.“ sowie „Jetzt. Besser. Leben. Mit Sat.1“).
Er trat bereits vor der Fernsehkarriere mit diesem Pseudonym bei Publikationen wie z. B. Focus Online oder Bild.de in Erscheinung.

## Bücher
- Das Sparbuch: Wie Sie mit einfachen Tipps im Alltag Ihr Portemonnaie schonen, FinanzBuch Verlag, München 2023, Spiegel-Bestseller, ISBN 978-3-9597270-3-7.